# Гімн Республіки Сербської
Моя Республіка (серб. Моја Република, хорв. і босн. Moja Republika) — національний гімн Республіки Сербської у складі Боснії і Герцеговини. 16 липня 2008 року він замінив інструментальну версію гімну Боже Правді, який був оголошений неконституційним у 2006 році, згідно з рішенням Конституційного суду Боснії і Герцеговини.
Автор музики та тексту гімну — Младен Матович.

## Текст

### Сербська мова
Тамо гдје најљепша се зора буди

Часни и поносни живе добри људи

Тамо гдје се рађа нашег сунца сјај

Горд и пркосан је мој завичај

За њега сви се сад помолимо

Другу земљу ми немамо

У срцу мом само је један дом

У срцу велика моја република

У срцу мом најљепша звијезда сја

Моја република, Република Српска

Тамо гдје су наши преци давни

Име уписали у сваки корак славни

Тамо гдје се рађа нашег сунца сјај

Горд и пркосан је мој завичај

За њега сви се сад помолимо

Другу земљу ми немамо

У срцу мом само је један дом

У срцу велика моја република

У срцу мом најљепша звијезда сја

Моја република, Република Српска

#### Хорватська/Боснійська мова
Tamo gdje najljepša se zora budi

Časni i ponosni žive dobri ljudi

Tamo gdje se rađa našeg sunca sjaj

Gord i prkosan je moj zavičaj

Za njega svi se sad pomolimo

Drugu zemlju mi nemamo

U srcu mom samo je jedan dom

U srcu velika moja republika

U srcu mom najljepša zvijezda sja

Moja republika, Republika Srpska

Tamo gdje su naši preci davni

Ime upisali u svaki korak slavni

Tamo gdje se rađa našeg sunca sjaj

Gord i prkosan je moj zavičaj

Za njega svi se sad pomolimo

Drugu zemlju mi nemamo

U srcu mom samo je jedan dom

U srcu velika moja republika

U srcu mom najljepša zvijezda sja

Moja republika, Republika Srpska

## Український переклад
Там де прокидається красивий світанок,

Чесні, гордий і добре люди живуть.

Там де роджується сяйво нашого сонця,

Мій гордий і грізний дім.

За нього давайте же все сейчас помолимся,

Другої землі ми не маємо.

В моєму серці є тілько один дім

В серці є моя велика Республіка

В серці моєму прекрасний звезда сяє

Моя Республіка, Республіка Сербська

Там де наші давній предки

Імена написали на каждом великому шагу.

Там де роджується сяйво нашого сонця,

Мій гордий і грізний дім.

За нього давайте же все сейчас помолимся,

Другої землі ми не маємо.

В моєму серці є тілько один дім

В серці є моя велика Республіка

В серці моєму прекрасний звезда сяє

Моя Республіка, Республіка Сербська

## Источники
1. ↑  National Anthem Downloads, Lyrics, & Information: NationalAnthems.us — (Bosnia & Herzegovina) Republika Srpska 2008. Архів оригіналу за 15 липня 2020. Процитовано 13 червня 2022.
2. ↑  BanjalukaLive — Srpska dobila nove simbole!. Архів оригіналу за 30 липня 2008. Процитовано 29 травня 2016.